# Ligne de Bastia à Ajaccio
La ligne Bastia - Ajaccio est la ligne principale du réseau des Chemins de fer de Corse. C'est une ligne à voie métrique, qui traverse la Corse sur 158 kilomètres du nord-est au sud-ouest. Elle joint les préfectures des deux départements de l'île, et les deux mers qui les baignent, suivant un itinéraire voisin de bout en bout de celui de la route territoriale 20.
Cet article est consacré à l'histoire particulière de la ligne Bastia - Ajaccio, à la description de ses caractéristiques géographiques et techniques ainsi qu'à sa desserte. Les sujets intéressant les Chemins de fer de Corse dans leur intégralité sont traités dans l'article principal : les exploitants, la Corse et la politique ferroviaire, la rénovation du réseau, son statut juridique, le matériel roulant et la maintenance, le personnel et la tarification.

## Histoire

### La construction
Les études préliminaires détaillées commencent le 3 mai 1877, en se basant sur la voie métrique, pour un prix de revient au kilomètre réduit par rapport à une voie normale (1,435 m), comme préconisé dès septembre 1874 par le ministre Eugène Caillaux. La Corse est alors la dernière des grandes îles de Méditerranée dépourvue de chemin de fer. Le 15 août, le préfet de la Corse ordonne la mise à l'enquête publique de la ligne de Bastia à Ajaccio sur son parcours définitif, la variante passant par Aléria sur la côte orientale pour éviter le col de Vizzavona étant définitivement écartée. Bien que des entrepreneurs privés aient soumis plusieurs propositions, les faibles attentes de rentabilité prévues, amènent le ministre des Travaux publics à faire exécuter les travaux à la charge de l'État. La proposition de loi pour la déclaration d'utilité publique des sections extrêmes Bastia - Corte et Ajaccio - Mezzana est soumise au parlement le 28 mars 1878. La loi déclarant d'utilité publique ces deux tronçons prioritaires est signée le 17 juin 1878. Le projet de loi pour la déclaration d'utilité publique du tronçon de Mezzana à Corte est présenté au parlement le 27 novembre 1879. La loi le déclarant d'utilité publique est signée le 27 décembre 1879. La définition détaillée du tracé ne fait pas l'objet de querelles entre les communes, comme c'est souvent le cas à l'époque : les contraintes topographiques sont telles que les différentes parties reconnaissent qu'il n'y a pas vraiment d'alternative au tracé envisagé par les ingénieurs des Ponts et Chaussées. Cependant, les acquisitions de terrain donnent lieu à d'âpres décisions avec les propriétaires, et les coûts atteignent des niveaux rarement atteints. Des dédommagements conséquents sont même accordés pour le passage des tunnels en dessous des propriétés, ce qui n'occasionne pourtant pas de nuisances. Le jury pour l'évaluation de la valeur des terrains à exproprier est présidé par M. de Casabianca, puissant chef de clan, dont le père préside le tribunal de Bastia, et dont un autre membre de la famille sert d'avocat à la CFD. Les complicités découlant de cette configuration ne sont pas étrangères à la dérive des prix fonciers.
Entre-temps, le premier coup de pioche est solennellement donné le 7 décembre 1878, en prélude pour seize années de travaux. Mais pendant la première année, pas grande chose ne se passe. Le creusement des premiers souterrains et tunnels, dont celui de Torreta à Bastia, débute en février 1880 seulement. En raison de sa grande longueur de 1 422 m, les travaux commencent par les deux extrémités Nord et Sud avec deux puits d'accès intermédiaires. L'une de ses deux sections intermédiaires subit une forte irruption d'eau enclenchée par un tir de mine, en août 1880, et sept ouvriers sont immédiatement noyés. Afin d'éviter des retards à la suite du renoncement à la poursuite de l'excavation par des puits, une perforatrice mécanique est employée. Elle permet d'avancer de neuf mètres par jour, alors que la progression à force de pics et pioches n'était que de dix à douze mètres par mois. Le percement est achevé en novembre 1882. L'une des entreprises adjudicataires fait toutefois faillite à la suite de la catastrophe du tunnel de la Torreta, et les autres difficultés de construction ont souvent le même effet : les différents lots ont été attribués à une multitude de petites entreprises locales peu expérimentées dans des travaux de cette ampleur. D'un côté, elles ont souvent soumises des offres trop bon marché, et d'un autre côté, elles ne peuvent pas faire face aux imprévus qui engendrent  des coûts supplémentaires, car l'État n'est généralement pas prêt à réviser les clauses des contrats. En somme, les difficultés ne sont pas exceptionnelles. Le pont de Francardo doit être modifié, car initialement construit sur une faille tectonique. Le ballastage de la plateforme commence début 1882 côté Bastia, et en avril 1883 côté Ajaccio, suivi de quelques mois par la pose des premiers rails.

Or, l'exploitant de la ligne n'est même pas encore désigné officiellement, la convention avec la CFD étant approuvée par une loi le 19 décembre seulement. On est donc encore loin de la circulation des premiers trains. La section centrale la plus difficile de Corte à Mezzana reste par ailleurs à construire. Au plus fort moment des travaux, après que la CFD ait lancé ses premiers chantiers pour la ligne de la Balagne et la ligne de Ghisonaccia, environ 20 000 hommes s'activent sur l'ensemble des chantiers. La plupart des ouvriers sont italiens. L'étape la plus difficile de la construction est le tunnel sous le col de Vizzavona, établi à une altitude de 906 m (soit 255 m plus bas que le col) et d'une longueur de 3 916 m. C'est alors le quatrième plus long tunnel établi sur le territoire français, et il restera pendant longtemps le septième tunnel français. Les sondages commencent au printemps 1880. L'ingénieur en chef Dubois étudie les méthodes employées lors des grandes percées alpines alors en cours, et recommande le recours à deux perforatrices permettant de gagner deux ans de travaux. Ces machines et le train de chantier Decauville sont livrés en automne, les travaux proprement dits sont lancés. L'on progresse par une organisation en chaîne de travail de 200 m, de la perforatrice jusqu'au revêtement en maçonnerie de pierre de taille de la voûte intérieure. Mais comme à Bastia, les venues d'eau pose des problèmes : le 3 septembre 1882, une venue d'eau importante  fait irruption à 1 700 m du portail nord, alors que le tunnel est en pente vers le sud. Plusieurs tentatives d'ériger des barrages échouent, et près de 700 m de tunnel restent provisoirement noyés. Le percement ne peut donc plus progresser que par le sud, et le tunnel n'est achevé qu'en 1888.
La CFD n'exploitant encore aucune ligne en service commercial, veut retarder l'achat du matériel roulant au maximum, et alors que la section Bastia - Corte est déjà terminée, l'État joue le jeu et retarde volontairement les travaux de finition - pose des signaux et des lignes télégraphiques, construction des bâtiments des gares - jusqu'en été 1887. De ce fait, l'ouverture au service commercial de la ligne Bastia - Corte n'a lieu que le 1er février 1888, et plus de cinq années s'écoulent entre l'achèvement du tronçon Ajaccio - Mezzana et sa mise en service le 10 décembre 1888, afin de pouvoir ouvrir d'un seul coup la section Ajaccio - Bocognano. Le 14 juillet 1889, suit la section de Bocognano à Vizzavona. Pour des raisons non encore expliquées, les chantiers du dernier maillon manquant entre Corte et Vizzavona ne sont lancés que très tardivement ; le 17 avril 1886 entre Corte et le site du futur pont du Vecchio, et le 31 décembre 1889 entre ce lieu et la gare de Vizzavona. À ce moment-là, les trains circulent déjà depuis plus de six mois entre Ajaccio et cette gare. La construction du viaduc du Vecchio fait l'objet d'un marché hors-lot adjugé à la société de Gustave Eiffel pour le tablier métallique par décision du 28 octobre 1890. Les travaux des viaducs d'accès et des piles en maçonnerie représentent 180 000 francs sur les 400 000 francs du coût total de la construction sont sous-traités à l'entreprise Vignolle. En raison des difficultés d'acheminement des éléments métalliques qui ne peut se faire que par convois de mulets, le délai de construction est allongé de cinq mois, ce qui permet une finition avec un mois d'avance sur le calendrier, le 1er octobre 1892. Entre-temps, la section de Vizzavona à Vivario a été livrée au service commercial le 9 octobre, et l'ultime section de Corte à Vivario par le pont du Vecchio n'est inaugurée que le 3 décembre 1894. Cette date marque l'achèvement de la ligne centrale.

### La desserte
Pendant six ans et dix mois, la ligne centrale est constituée de deux tronçons isolés l'un de l'autre, desservis par des trains mixtes dès leur ouverture officielle. Alors que l'ouverture de la section septentrionale se fait d'un seul tenant le 1er février 1888 (en même temps que la section Casamozza - Tallone de la ligne de la côte orientale) de Bastia à Corte (73,8 km), la section méridionale se prolonge à deux reprises avant l'ouverture totale de la ligne. Les premiers trains commencent à circuler entre Ajaccio et Bocognano le 1er décembre 1888 (41,1 km). Dès le 14 juillet 1889, après la mise en service du tunnel du col de Vizzavona, ils vont jusqu'à la gare de Vizzavona (9,6 km). Près de trois ans se passent avant que les trains ne puissent atteindre la gare voisine de Vivario (6,9 km, 57,6 km depuis Ajaccio). Le viaduc du Vecchio est alors pratiquement terminé, mais il reste le maillon manquant de la ligne, de Vivario à Corte, ouvert le 3 décembre 1894, soit plus de quinze ans après le début des travaux de construction à Bastia,.
Jusqu'en 1913, les horaires comportent ensuite invariablement deux aller-retours Bastia - Ajaccio, ainsi qu'un aller-retour supplémentaire entre Corte et Bastia et entre Corte et Ajaccio, soit trois trains par sens et par jour pour l'ensemble de la ligne. Entre Bastia et Casamozza, s'y ajoutent les deux aller-retours de la ligne de la côte orientale. Tous les trains sont des omnibus mixtes et comportent les trois classes. Des arrêts prolongés dans les gares importantes, pour les prises d'eau et le trafic de marchandises, peuvent faire durer un trajet Ajaccio - Bastia jusqu'à huit heures. La situation extraordinaire de la gare de Vizzavona en fait très tôt un lieu d'excursion, et tous les horaires mentionnent que les voyageurs peuvent interrompre leur trajet à Vizzavona à condition de faire viser leur billet par le chef de gare, dans la limite du délai de validité du billet,.
Le 1er janvier 1913, comme conséquence des termes de la nouvelle concession CFD, un quatrième aller-retour Bastia - Ajaccio est instauré sous la forme de trains directs.
, dont le principe est une composition légère avec peu de voitures, un nombre d'arrêts intermédiaires réduit à dix, et une réservation aux voyageurs payant le plein tarif et parcourant au moins 40 km. L'horaire comporte ainsi quatre trains par jour et par sens. Pendant la Première Guerre mondiale, les trains directs disparaissent bien entendu, et l'un des aller-retours omnibus Bastia - Ajaccio est remplacé par un aller-retour Bastia - Calvi. Ne restent donc que deux aller-retours au sud de Ponte-Leccia. Les trains directs sont réinstaurés en 1920 et équipés avec des nouvelles voitures plus confortables, mais le nombre de trains est réduit de 25 % par rapport aux dernières années avant-guerre. La vitesse commerciale n'est toujours que de 26,3 km/h jusqu'au début des années 1930, quand un effort pour l'accélération du service est fait, sans que les moyens techniques évoluent pour autant. En effet, seulement les trains de section origine / destination Corte desservent encore tous les arrêts, ce qui fait gagner du temps sur le dos des habitants des petits villages. Le dernier aller-retour omnibus qui subsiste sur Bastia et Ajaccio ne s'arrête plus à Lupino, Biguglia et Furiani. Le départ a lieu vers 8 h 00, et les voyageurs ont la faculté de commander auprès du chef de train des paniers-repas, qui peuvent être retirés au buffet de Vivario (pour l'aller) ou Corte (pour le retour). Les archives gardent les traces de l'aménagement d'une voiture De Dietrich comme voiture-restaurant, mais il n'est pas certain qu'elle ait effectué du service commercial. Sinon, comme trains-drapeaux du réseau, des « trains-paquebots » bi-hebdomadaires sont introduits en 1933 ; ils atteignent une vitesse commerciale de 29,5 km/h et n'effectuent que huit arrêts intermédiaires : Casamozza, Ponte-Leccia, Corte, Venaco, Vivario, Vizzavona, Bocognano et Ucciani. Les jours de circulation des trains-paquebots correspondent aux jours d'arrivée et de départ des principaux bateaux vers le continent, à une époque où l'on est loin de la densité de desserte maritime actuelle. Pour le moment, les ports de Bastia et Ajaccio ne sont pas desservis par les trains ; il faut faire le trajet à pied,.
Les autorails sont introduits à partir de 1936. Le premier modèle (A 210 D) Billard ne propose que la 1re et 2e classe et exclut donc selon les cas la clientèle plus modeste de la 3e classe, en raison du nombre de places limité. Les autorails remplacent les trains-paquebots, désormais quotidiens et partant du port de Bastia les jours d'arrivée des paquebots (dimanche, lundi et jeudi) à 7 h 45, pour une arrivée à Ajaccio à 11 h 45. Dans le sens invers, le départ se fait du port d'Ajaccio à 7 h 20, tous les jours. Le trajet entre les gares de Bastia et Ajaccio prend 3 h 45, ce qui donne une vitesse commerciale de 42 km/h. Les trains directs sont également remplacés par des autorails, mais sont accessibles avec des billets de 3e classe. Avec la livraison de huit autres autorails du type A 150 D à classe unique, le service est encore une fois amélioré en 1939. L'omnibus à vapeur Corte - Bastia et retour est à son tour remplacé par un autorail, et en même temps, deux paires d'autorails Calvi - Bastia et retour sont instaurés, évitant ainsi le changement en gare de Ponte-Leccia. Ainsi, cinq paires d'autorails sont désormais proposés entre Ponte-Leccia et Bastia, auxquels s'ajoute un sixième aller-retour origine / destination Porto-Vecchio à partir de Casamozza. Sur la ligne centrale, les derniers trains de voyageurs à vapeur sont une paire d'omnibus Bastia - Ajaccio et retour, partant un quart d'heure après les trains-paquebot, et une paire d'omnibus Corte - Ajaccio et retour. Pour la première fois, l'offre atteint donc six aller-retours entre Ponte-Leccia et Bastia, alors qu'au sud de Ponte-Leccia, le niveau de 1913 (quatre aller-retours) n'est pas dépassée. Les autorails apportent davantage de souplesse à l'exploitation, et permettent l'instauration du principe des arrêts facultatifs. En effet, même les trains-paquebots directs s'arrêtent dans les gares intermédiaires sur demande des voyageurs ; il n'est pas visible si ceci vaut uniquement pour la descente ou également pour la montée,.
Pendant la Seconde Guerre mondiale, le service se restreint sensiblement. Le train-paquebot ne circule plus, le train direct est supprimé sur la portion Ajaccio - Vivario, et un des deux autorails de la relation Calvi - Bastia est également supprimé. L'aller-retour Corte - Ajaccio devient de nouveau un train à vapeur. L'unique train parcourant la totalité de la ligne est un train à vapeur, avec un nombre d'arrêts réduit pour économiser du charbon, et un temps de parcours de seulement 5 h 15 dans les deux sens, ce qui correspond aux trains-paquebots à l'époque de la vapeur. Sinon, un train partiel Ajaccio - Mezzana fait son apparition. Entre Mezzana et Vivario, ne restent donc que deux aller-retours, tous les deux à vapeur. Restent comme autorails, un aller-retour Vivario - Bastia, un aller-retour Calvi - Bastia et un aller-retour Solenzara - Bastia,. La Libération en automne 1943 ne signifie pas encore la fin de la période de pénurie. Le niveau de desserte n'a pas changé en 1947. Circulent alors : un train mixte à vapeur et un train-paquebot tri-hebdomadaire par sens sur la totalité du parcours ; un train mixte Corte - Ajaccio et retour ; un autorail Corte - Bastia et retour ; un autorail Calvi - Ponte-Leccia - Bastia et retour ; deux autorails Folelli-Orezza - Casamozza - Bastia et retour (Folelli-Orezza étant le terminus de la ligne de la côte orientale depuis 1943).
| Évolution des temps de parcours (meilleurs temps de parcours dans les deux sens confondus),                                                                       | | | |
| Période | Bastia - Ajaccio | Bastia - Corte | Corte - Ajaccio |
| Été 1914 août 1917 Été 1929 Été 1933 mai 1938 Été 1939 Hiver 1941 Hiver 1952 Été 1957 Hiver 1966/67 Été 1998                                                      | 7 h 15 omn. 6 h 00 dir. 8 h 00 omn. 7 h 55 omn. 6 h 00 dir. 7 h 05 omn. 5 h 21 dir. 6 h 20 omn. 3 h 50 adir 7 h 06 omn. 3 h 45 adir 5 h 15 dir. 5 h 10 omn. 4 h 05 adir 4 h 15 3 h 53 omn. 2 h 55 rap. 3 h 35 | 3 h 06 omn. 2 h 23 dir. 3 h 04 omn. 3 h 08 omn. 2 h 23 dir. 3 h 08 omn. 2 h 21 dir. 2 h 39 omn. 1 h 39 adir 2 h 56 omn. 1 h 38 adir 3 h 40 omn. 1 h 45 adir 2 h 19 omn. 1 h 43 adir 1 h 54 1 h 41 omn. 1 h 18 rap. 1 h 27 | 3 h 57 omn. 3 h 25 dir. 4 h 18 omn. 4 h 05 omn. 3 h 24 dir. 3 h 55 omn. 2 h 56 dir. 3 h 25 omn. 2 h 08 adir 3 h 15 omn. 2 h 07 adir 3 h 10 omn. 2 h 53 dir. 2 h 56 omn. 2 h 18 dir. 2 h 18 2 h 04 omn. 1 h 34 rap. 1 h 50 |
| omn. = train omnibus ; dir. = train direct ; aut. = autorail ; adir = autorail direct (à partir de 1950, tous les trains sont des autorails) ; rap. = aut. rapide | | | |

Sous l'administration des Ponts-et-Chaussées, les trains à vapeur sont supprimés vers 1950, de même que la 1re classe dans les autorails. Les A 210 D deviennent entièrement 2e classe, et les A 150 D et ABH8 sont 3e classe. Le parc autorail est devenu pléthorique avec dix-sept unités, mais le service n'est que lentement ramené vers un niveau normal. Pendant l'hiver 1953, cinq autorails suffisent en effet pour assurer la totalité des trains : un omnibus et un direct sur la ligne centrale, un Calvi - Bastia et retour avec un Venaco - Ponte-Leccia et retour en correspondance, un Bastia - Folelli-Orezza et retour, et un Folelli-Orezza - Casamozza et retour. Un peu plus tard, il y a pour la première fois quatre aller-retours continus sur la ligne principale, sans que le nombre de trains dépasse le niveau d'avant-guerre : il n'y a plus de trains origine / destination Corte, ni par ailleurs de trains-paquebots ou de trains directs. Entre Ponte-Leccia et Bastia, circulent en plus les deux aller-retours Calvi - Bastia,. Ce niveau de desserte reste globalement en place jusqu'en 1997, quand la demande et le nombre d'autorails disponibles permettent de réinstaurer un aller-retour supplémentaire entre Corte et Bastia. 
Deux nouveautés font leur entrée avec l'administration de la « Société Auxiliaire des Chemins de Fer Secondaires » (SACFS), qui débute en mai 1965 et prend fin prématurément en raison des calamités de gestion découvertes, motivant une mise sous séquestre et le changement d'exploitant à partir du 1er février 1972. Conformément au cahier des charges, la SACFS remet en état l'embranchement du port d'Ajaccio, long de 600 m. Un point d'arrêt y est créé sous le nom d'Ajaccio-Centre, et tous les trains le desservent. Mais par la force de l'habitude, les clients continuent de monter et descendre en gare d'Ajaccio, et ce prolongement de ligne n'est donc pas un succès. Le cahier des charges exige également la mise en place de trains rapides, ce que la SACFS fait en ayant recours à des petits autorails Billard A 80 D re-carrossés de 100 chevaux circulant sans remorque, avec une capacité de seulement trente-deux places assises (de là une interdiction de les emprunter avec des tarifs réduits, exception faite des enfants). Les Billard effectuent le trajet en 2 h 55, valeur jamais atteinte ni avant ni après, et ceci en dépit du mauvais état général de l'infrastructure, avec de très vieux rails d'origine. Mais il faut remarquer aussi qu'il n'y a que trois arrêts commerciaux intermédiaires: à Casamozza, Ponte-Leccia et Corte, et que les trains rapides sont soumis à une interdiction de desserte entre Bastia et Casamozza. Les départs ont lieu de Bastia et Ajaccio en même temps à 7 h 00 et 17 h 00 (sauf dimanches et fêtes), avec croisement en gare de Venaco sans arrêt commercial. L'on peut donc bénéficier d'un séjour de sept heures à destination si l'on effectue le voyage aller-retour dans la journée. Les trains rapides ne sont pas des circulations supplémentaires, mais remplacent deux des quatre rotations omnibus. Un omnibus Corte - Ajaccio et retour est toutefois instauré en complément. En fin de matinée, un autorail de messageries circule dans chaque sens.
Plébiscité par les voyageurs, l'expérience des autorails rapides ne s'inscrira toutefois pas dans la durée, et ils cessent de circuler fin 1971, en même temps avec les autorails de messageries. Sous l'administration de la CFTA à partir du 1er février 1972, ils reviennent en automne 1973 avec un seul train par sens en matinée, au temps de parcours rallongé à 3 h 12. La plupart des autorails Billard ne sont déjà plus opérationnels, si bien que l'aller-retour partiel Corte - Ajaccio est supprimé par manque de matériel, et le quatrième aller-retour sur la ligne centrale ne circule plus en hiver. D'autre part, un service de banlieue Bastia - Biguglia est introduit le 6 janvier 1973 ; mesure déjà inscrite dans le cahier des charges de la précédente concession. Un autorail ancien effectue onze navettes sur cette section de 10 km de long, ultérieurement complétées par jusqu'à sept aller-retours Bastia - Casamozza. À partir de 1975, les nouveaux autorails CFD X 2000 sont affectés aux trains rapides. Quelques années plus tard, les trains intervilles Bastia - Ajaccio sont de nouveau tout-omnibus en été, mais deux des quatre aller-retours deviennent directs de novembre à avril, les temps de parcours étant tributaires des restrictions temporaires de la vitesse en vigueur et diffèrent d'une année sur l'autre. Le transport des colis à bord des autorails réguliers n'est en outre pas favorable à des arrêts courts dans les gares intermédiaires. La 1re classe est supprimée à la fin des années 1970, car les nouvelles remorques sont trop lourdes et sont remplacés par des remorques anciennes plus petites, ce qui oblige d'utiliser au maximum la place disponible à bord des autorails CFD,,,.

Les embranchements portuaires d'Ajaccio et Bastia sont desservies pour la première fois par des trains de voyageurs réguliers en 1933, quand les trains-paquebots établissent la correspondance avec les bateaux de la Compagnie Fraissinet dans ces deux ports. Des photos d'autorails sur les embranchements portuaires datant des années 1950 existent, mais l'horaire n'indique plus de trains les desservant. La concession de la SACFS oblige l'entreprise de remettre en service les embranchements portuaires avant respectivement 1968 et 1969, ce qui sous-entend qu'ils n'étaient plus utilisable pour le service voyageurs. Seul l'embranchement portuaire est réellement mis en service, les trains de voyageurs ne retournant plus sur le port de Bastia. Bien que restant confidentiel, la SNCF conserve le point d'arrêt du port d'Ajaccio, espérant pouvoir construire un nouveau terminus digne de ce nom à sa place. La municipalité est quant à elle plutôt hostile à la présence de la voie ferrée. Finalement la desserte du port d'Ajaccio cesse pendant la première moitié des années 1990.

### La traction
La traction à vapeur a conservé l'exclusivité jusqu'en 1935. Les locomotives étaient stationnées dans les dépôts de Bastia, Corte et Ajaccio. Une remise à machines existait en outre à Ponte-Leccia, mais ne servait qu'à la ligne de Ponte-Leccia à Calvi. Aucun train de la ligne centrale n'a jamais été origine / destination Ponte-Leccia. Les prises d'eau pouvaient s'effectuer dans les quatre gares mentionnées, ainsi qu'à Casamozza, Venaco, Vivario, Tattone, Vizzavona, Bocognano, Ucciani et Mezzana, où des châteaux d'eau subsistent toujours, à quelques exceptions près. Les trains directs et les trains-paquebot étaient remorqués par les locomotives Mallet uniquement (no 301 à 319 et 351 à 353). Entre 1935 et 1950, les locomotives à vapeur et les autorails se partagent l'exploitation. Les trains directs et les trains-paquebot sont assurés par les autorails Billard A 210 D, plus confortables, alors que les autorails Billard A 150 D assurent les trains omnibus. Pour douze autorails, huit remorques sont pourvues, mais étant donné que six autorails seulement sont en service le même jour, tous les trains automoteurs peuvent comporter une remorque R 210. Ces compositions offrent soixante-quatre à soixante-six places assises, sans compter les strapontins.
L'horaire d'été 1939 ne laisse subsister qu'un seul train à vapeur par jour et par sens entre Casamozza et Corte, et deux au-delà jusqu'à Ajaccio. Pendant la guerre et l'immédiat après-guerre, les trains à vapeur deviennent de nouveau dominants, avant de disparaître du service voyageurs en 1950. C'est également la fin des trains marchandises-voyageurs, déjà supprimés peu avant la Première Guerre mondiale mais revenus avec la pénurie des années 1940. En 1951, les deux nouveaux locotracteurs Brissonneau et Lotz no 401 et 402 prennent le relais de la traction à vapeur devant les trains de marchandises. Il est à noter qu'ils n'ont jamais effectué du service voyageurs en Corse ; des trains tractés avec des locomotives diesel n'ont jamais existé sur l'île de Beauté. La seule exception est un aller-retour Calvi - Bastia, assuré par le tracteur no 114 remorquant un autorail Billard A 210 D démotorisé transformé en remorque, de 1955 à 1957. - Les six dernières locomotives à vapeur restent toutefois opérationnelles jusqu'en 1954 et sont encore conservées pendant quelques années. Alors que le nombre des locomotives à vapeur était important, la ligne centrale n'a jamais disposé de plus de deux locotracteurs de ligne en même temps, et ceci jusqu'à la livraison du no 406 en 1995.
Les autorails des types successifs assurent seuls le service voyageurs depuis mars 1950. En cette année, l'ensemble des huit Renault ABH8 commandés par les Ponts et Chaussées sont en service. Il reste neuf autorails Billard, mais à la suite de deux collisions et des avaries de moteurs, leur nombre tombe à quatre entre 1954 et 1957. En théorie, les douze autorails subsistants devraient suffire pour assurer les douze trains par jour circulant sur l'ensemble du réseau corse, mais l'engagement du tracteur 114 en raison du manque d'autorails démontre une faible disponibilité du matériel. Jusqu'à la reprise de l'administration du réseau par la SACFS en 1965, les Renault et les Billard des deux types sont indifféremment utilisés sur la ligne centrale. Ensuite, entrent en jeu les huit autorails Billard re-carrossés par les Établissements Carde de Bordeaux (dont sept achetés d'occasion). Moins lourds que les Renault, la SACFS les préfère aux Renault et les affecte aux trains directs. Les faveurs de la CFTA penchent par contre pour les Renault. Jusqu'en 1973, elle retire du service les trois derniers Billard livrés directement en Corse et non re-carrossés ainsi que le premier des Billard transformés. Avec les quatre petits Billard A 80 D que la SACFS a également importés sur l'île, l'effectif des autorails est de dix-neuf à la fin de l'année 1973. Les Renault sont rénovés et assurent de préférence les trains de la ligne centrale. Il est à souligner qu'en dépit de l'important effectif d'autorails, tous les trains sont formés d'un unique autorail avec ou sans remorque. La circulation en unités multiples n'est pas techniquement prévue, et la circulation en couplage (avec un conducteur dans chaque autorail) n'est pratiquée qu'épisodiquement.
Après la livraison des cinq CFD X 2000 en 1975/76, ces derniers reprennent les trains rapides entre Bastia et Ajaccio, et les Billard sont cantonnés à la ligne de la Balagne. Quand les deux X 5000 viennent rejoindre les X 2000 en 1981/82, les deux derniers Billard seront rapidement réformés, et les Renault plus que trentenaires auraient dû être relégués à la réserve et aux trains-tramways de la Balagne. La fragilité des autorails CFD et leur maintenance délicate les empêchent toutefois d'assumer un service intensif, et la plupart des trains omnibus de la ligne centrale continuent d'être assurés par les Renault tout au long des années 1980. La prédominance toute relative des CFD ne dure qu'une dizaine d'années et prend fin en 1992, quand cinq nouvelles rames Soulé sont en service. En effet, les nouveaux X 97050 assurent en principe la totalité des trains Bastia - Ajaccio et retour dès 1992, ne laissant aux CFD que les services suburbains de Bastia et la relation Bastia - Calvi, et aux Renault les seuls trains-tramways de la Balagne. Les rames Soulé n'ont jamais côtoyé en service les Renault ABH8. La principale innovation apportée par les rames Soulé est la possibilité de former des trains plus longs grâce à la formation d'unités multiples de quatre caisses soit 2 autorails accouplés. Avec la composition suivante: 1 autorail, 1 remorque, 1 remorque, 1 autorail. Dans ce dernier cas, 204 places assises peuvent être proposées par rame, soit trois fois plus que dans un autorail ancien avec remorque. De ce fait, l'augmentation du trafic des années 1990 reste pratiquement sans effets sur l'horaire, Ajaccio étant invariablement desservi par quatre allers-retours comme ce fut déjà le cas avant-guerre.

### Le trafic de voyageurs

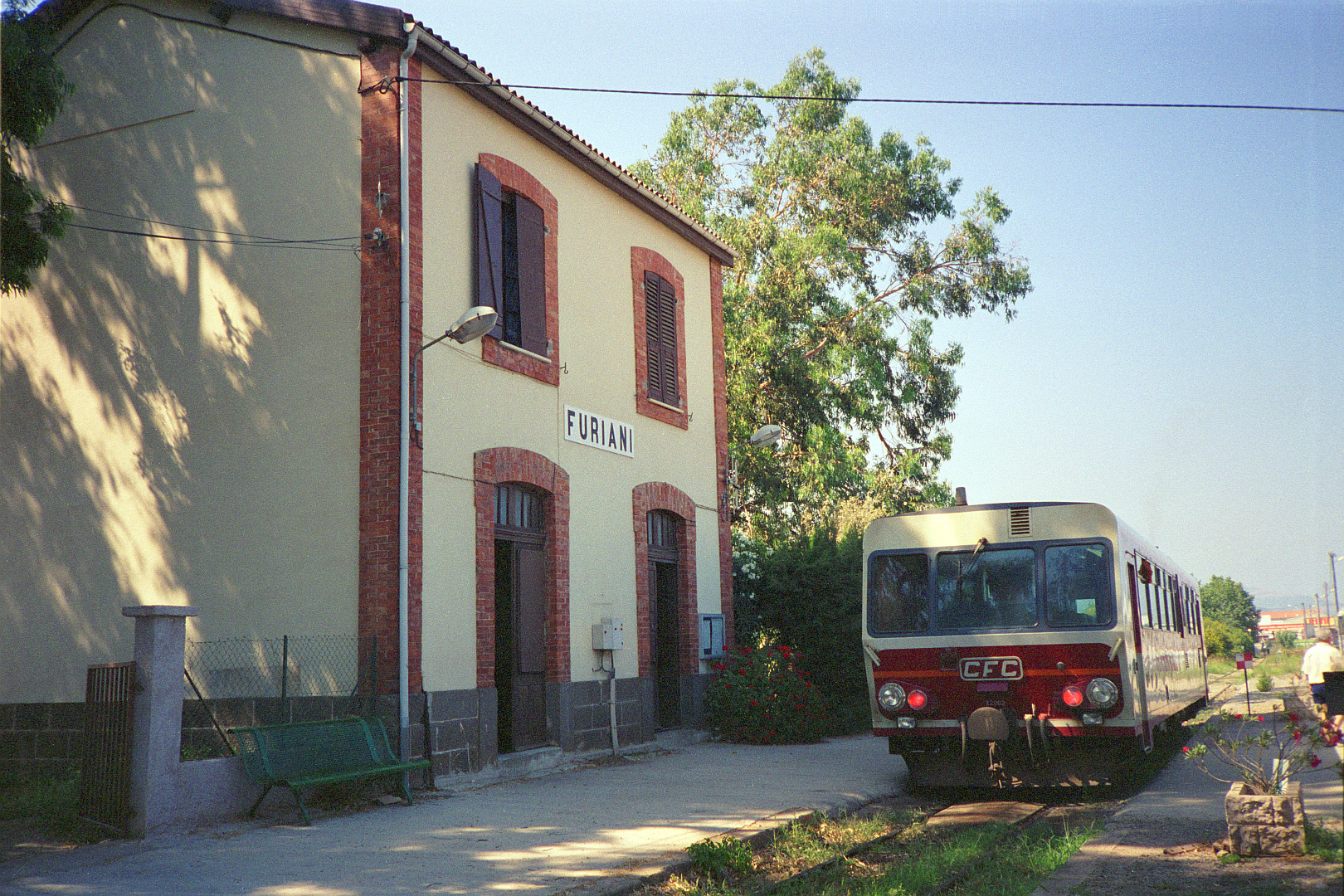
Une navette suburbaine Casamozza-Bastia avec un CFC X 2000 en gare de Furiani en 1994.

Pendant les années 1990, 90 % des touristes venant en Corse arrivent sans leur voiture, et de ce fait, les touristes représentent environ 60 % des usagers du train en Corse. Le trafic de voyageurs se concentre sur les mois de mai à septembre et à plus forte raison sur les trois mois de juin à août, quand environ 40 % des voyageurs annuels sont transportés. Les disparités entre les mois d'hiver et d'été sont donc énormes, avec un rapport d'un à onze du nombre de voyageurs transportés par mois (par exemple, 14 000 en janvier et 152 000 en août 1993). La ligne centrale (sans le tronçon Bastia - Casamozza) voit une progression quasiment constante du trafic voyageurs depuis 1976. Des baisses sont seulement enregistrées en 1975/76, entre 1982/83 et 1983/84 et en 1996/97. Partant de 145 000 voyageurs en 1975, le trafic atteint un pic de 190 000 voyageurs en 1982 (+ 31 %), sous l'administration de la CFTA. À la baisse déjà mentionnée, suit une période de stagnation de 1985 à 1989, sous l'administration de la SNCF. Puis en 1990, le niveau de 1975 est de nouveau atteint. Suivent des légères fluctuations au cours des années qui suivent, avec un trafic autour de 200 000 voyageurs. En 1996, 225 000 voyageurs sont transportés, et même 265 000 en 1999. Autrement dit, la fréquentation a doublé de 25 %, avec une offre de trains quasiment constante de quatre aller-retours du lundi au samedi et deux les dimanches et fêtes, puis un aller-retour Corte - Bastia supplémentaire depuis 1997. Comme déjà mentionné, le nombre de places assises par train est passé de 65 à 102, voire 150 ou 204 pour des rames à trois ou quatre caisses. En 1999, la ligne centrale (sans banlieue de Bastia) représente 38 % de la clientèle totale des chemins de fer de la Corse. La distance moyenne de transport pour l'ensemble du réseau est de 40 km environ,,.
Le service suburbain de Bastia - Casamozza atteint une fréquentation de 90 000 voyageurs deux ans après son lancement, en 1975. Deux ans après, il dépasse les services interurbains et atteint un pic de 20 000 voyageurs en 1978. Tout comme sur les trains Bastia - Ajaccio, une baisse a lieu en 1979/80, suivie d'une légère augmentation entre 1981-1982 et 1982-1983, sans que le chiffre atteigne son niveau record de 1978. Suit une chute spectaculaire en 1983/84, de 35 % environ au cours d'une seule année, en raison de la mise en service d'un tunnel routier à Bastia réduisant les bouchons à l'entrée de la ville. La baisse continue jusqu'en 1991, et le trafic diminue de moitié pendant cette période de sept ans. Après 1985, il tombe en dessous du niveau de départ de 1975, et le minimum en 1991 est de 55 000 voyageurs environ (soit environ 180 personnes par jour ouvrable). Malgré une croissance continue depuis, la fréquentation record de 1978 est loin d'être atteinte à la fin du XXe siècle. En 1999, le service de banlieue de Bastia représente 17 % de la clientèle totale des chemins de fer de la Corse,,.

### Le trafic de marchandises
Le trafic de marchandises était important avant de subir la compétition du camion, et 539 wagons de marchandises ont été livrés entre 1888 et 1930. Le nombre de trains de marchandises ayant quotidiennement circulé à l'époque de la vapeur n'est pas connu. L'impressionnant parc de wagons ne doit pas non plus faire oublier que la charge utile par wagon est limitée à 10 t, soit huit fois moins que les wagons à voie normale (1,435 m), les plus capacitaires. En 1895, première année complète d'exploitation du réseau de base, 32 254 t de marchandises sont transportées, et jusqu'en 1907, le volume transporté annuellement connaît une augmentation de 374 % en atteignant 120 337 t. Le maximum transporté en période de paix est enregistré en 1938 avec 4 660 000 tonnes-km, dont les 64 % incombent à la ligne de la côte orientale. Après la disparition de la traction à vapeur en 1954, le trafic de marchandises repose, dans un premier temps, sur seulement deux locomotives diesel (no 401 et 402), et il n'y a pas d'engins de manœuvre pour les gares terminus. Quelques mois plus tard, en février 1955, un troisième locotracteur est mis en service (le no 114). À titre d'exemple, les Chemins de fer de Provence, dont la ligne est d'un tiers plus courte que le réseau corse après la fermeture de la ligne de la côte occidentale, ont quatre locomotives de ligne à cette époque. Étant donné qu'au moins une locomotive doit assurer la réserve en cas de panne, les chemins de fer de la Corse ne peuvent assurer qu'un aller-retour marchandises par jour et par ligne au maximum.
Quoi qu'il en soit, le trafic des marchandises assure encore 36 % des recettes en 1964. La SACFS estime donc utile de faire venir des locotracteurs de manœuvre dans la deuxième moitié des années 1960, mais cette mesure est souvent qualifiée d'inutile, d'autant plus que le volume transporté s'effondre de 12 925 t à 4 713 t sous sa gestion. La Poste est perdue en tant que client à la fin des années 1960, préférant organiser elle-même ses transports. Sur la ligne principale, le train de marchandises est alors tri-hebdomadaire puis devient bi-hebdomadaire sous la gestion de la CFTA. Soixante wagons restent en état de service vers 1990, et aucun matériel moderne n'a été acquis. Le tonnage transporté annuellement est extrêmement faible et varie entre 2 000 t et 4 000 t selon les années. La part des petits colis ou messageries est de 500 t environ. La distance de transport moyenne est de 146 km en 1997, ce qui permet de dire que les wagons ne sont quasiment chargés et réceptionnés qu'à Bastia et Ajaccio. Les principaux chargements sont des automobiles d'occasion et du verre. Seul le transport de petits colis est satisfaisant. Le trafic de marchandises dégage toutefois des recettes de 1 500 000 francs en 1999, soit 10 % du trafic voyageurs,,. Le trafic de marchandises proprement dit est supprimé en 2004 en raison des chantiers de rénovation de l'infrastructure. Cette suppression n'est pas officielle[réf. souhaitée]; en juin 2006 encore, dans le document d'invitation à la réception de la 2e tranche du chantier, la CTC présente le trafic de marchandises comme existant. À la fin, seulement dix wagons restent utilisables. Subsiste encore le transport de messageries sans parler des trains de matériaux et des trains de travaux qui ne relèvent pas du domaine commercial et circulent pour les besoins internes du réseau.

### Chronologie
- 1er février 1888 : ouverture de la première section de la ligne de Bastia à Corte.
- 3 décembre 1894 : inauguration de la dernière section manquante de la ligne entre Vivario et Vizzavona. La longueur totale de la ligne centrale est de 154,4 km sans les raccordements situés dans les ports de Bastia et Ajaccio. L'horaire comporte trois allers-retours.
- 1913 : instauration de trains directs.
- 1920 : début du renouvellement du parc de voitures voyageurs avec la première livraison de voitures De Dietrich AABifwy 1601-1604 et CCifwy 1651-1654. Instauration de « trains-paquebots » bi-hebdomadaires avec ce matériel vers les deux gares d'embarquements.
- 1er janvier 1926 : instauration d'autorails directs, grâce à la mise en service de deux « automotrices pétroléo-électriques » n° Ae 51 et 52.
- 18 septembre 1928 : fin des autorails directs avec l'accident de l'Ae 51 et le départ de l'Ae 52 pour le continent.
- 1935 : mise en service du premier autorail diesel Billard A 210 D, suivi par onze autres autorails jusqu'en 1938.
- 1939 : mise en service d'autorails Calvi - Bastia sans changement à Ponte-Leccia. Les deux tiers des trains-km de la ligne centrale sont fournis par des autorails.
- Seconde Guerre mondiale : 15 locomotives vapeur, 2 autorails, 2 remorques, 23 voitures voyageurs et 250 wagons sont détruits[27]
- 1949 : début de la livraison des huit autorails Renault ABH8.
- 1951 : livraison de deux locotracteurs Brissonneau et Lotz pour les trains de marchandises.
- 1er juillet 1953 : fermeture de la section Folelli-Orezza - Casamozza ; Casamozza n'est plus une gare de bifurcation vers la ligne centrale.
- 1954 : mise hors service des six dernières locomotives à vapeur sur des voies de garage ; elles seront toutes mise à la démolition au bout de quelques années.
- décembre 1959 : l'État ne prévoit plus de crédits de subventions pour les Chemins de fer de la Corse, dans le budget pour 1960 dans le but de fermer à courte échéance le réseau. Les engins restant - Renault X 200-ABH8 - en activité sont entretenus, repeints et transformé pour certains, pour durer et continuer le service.
- 1966 : mise en service d'autorails directs reliant Bastia à Ajaccio en trois heures.
- 6 janvier 1973 : début du service sub-urbain de Bastia entre cette ville et la gare de Biguglia.
- 1975 : Achats et mise en service des cinq nouveaux autorails X 2000 CFD. Les autorails Billard d'avant-guerre disparaissent des services intervilles Bastia - Ajaccio.
- Juin 1978 : Inauguration des nouveaux ateliers en gare de Casamozza par le Président de la République, Valéry Giscard d'Estaing lors de sa visite sur l'Île.
- 1981 : inauguration de la nouvelle gare de Bastia reconstruite.
- mars 1984 : mise en service d'un nouveau tracé de la voie ferrée le long de la RN 193 remaniée à Biguglia, sur 3 500 m.
- 1989 : mise en service des premières rames Soulé X 97050. Les autorails Renault disparaissent de la ligne centrale.
- 13 mai 1991 : la Collectivité territoriale de Corse (CTC) devient autorité organisatrice de transports, six ans et demi avant les premières six régions du continent.
- 1997 : l'offre de desserte atteint son niveau maximal avec cinq aller-retours entre Corte et Bastia et sept entre Ponte-Leccia et Bastia.
- 22 janvier 2002 : la propriété de l'infrastructure ferroviaire est transférée de l'État vers la CTC.
- 2004 : début du renouvellement total de certaines portions de l'infrastructure, reprise et rénovation des ouvrages d'art et installation d'un nouveau système de signalisation et d'espacements des trains entre Bastia et Casamozza. Fin (provisoire ?) du service des marchandises.
- 2009 : mise en service pour essais des premiers nouveaux automoteurs AMG 800. Début du service périurbain entre Ajaccio et la gare de Mezzana.
- 2010 : Les premiers AMG 800 livrés sont retirés du service après des essais, pour cause de problèmes de fonctionnement.
- 2011 : Après expertises de techniciens de la SNCF sur les dysfonctionnements des AMG 800, le constructeur "CFD - Bagnières" s'engage à ses frais à les remettre à niveau. Des techniciens et ouvriers du constructeur s'affairent sur deux sites provisoires à Ajaccio et Bastia.
- été 2011 : 4 engins AMG 800 sont remis en service.
- été 2012 : 8 engins AMG 800 sont remis en service. Les 12 engins en service donnent une totale satisfaction et permettent d'assurer toutes les dessertes avec un confort de très haut niveau.

## Description

### Profil

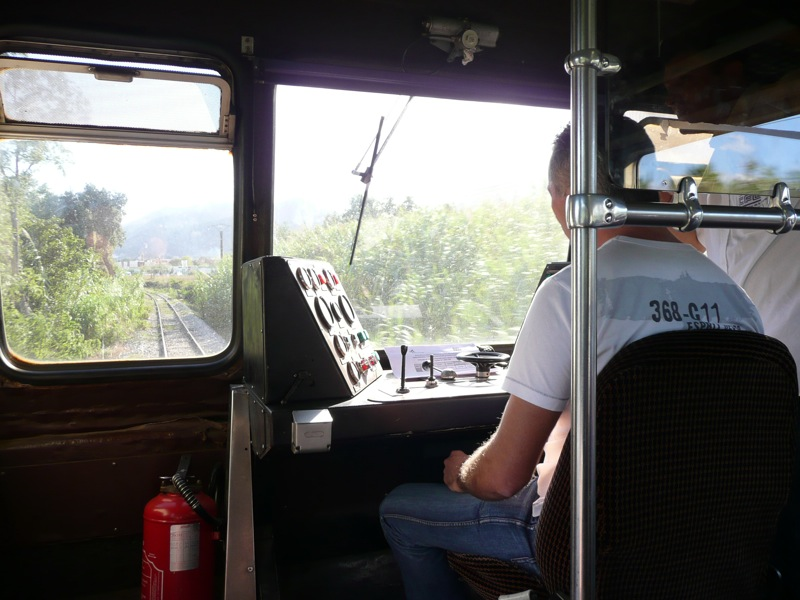
La voie vue de la cabine de conduite d'un autorail CFD X 5000.

La ligne a été construite avec beaucoup de soin et s'apparente en de nombreux points à une ligne de grand réseau. Le profil de la ligne est très difficile, sauf au Sud de Bastia et à l'Est d'Ajaccio, quand elle est établie dans la plaine littorale. Afin de traverser le massif montagneux central de la Corse, la ligne monte jusqu'à l'altitude de 906 mètres, qu'elle atteint à la Gare de Vizzavona. Mais entre la gare de Ponte-Leccia et Vizzavona, l'ascension est ponctuée par deux descentes, la ligne devant changer de bassin versant. Les déclivités sont comprises entre 15 et 20 ‰ au Nord du viaduc du Vecchio, et atteignent 30 ‰ sur la section suivant ce viaduc jusqu'à la Gare de Bocognano. Le rayon de courbe minimal est de 100 m, mais ce rayon est uniquement appliqué sur les sections et tracés les plus difficiles. Le gabarit de la ligne permet une largeur du matériel de 2,6 m, pour une longueur maximale de 19 m pour un engin monocaisse circulant seul.

### Tracé
L'ensemble du tracé est implanté en site propre, sauf les deux embranchements portuaires de Bastia et Ajaccio, qui aujourd'hui n'existent plus. Avant le remodèlement de la gare de Bastia achevé en 1981, le bâtiment-voyageurs se situait du côté opposé des voies, en arrivant à droite. L'embranchement portuaire passait par la cour de la gare, puis se dirigeait droit vers la mer, en accotement routier de l'avenue du maréchal Sebastiani, avec des rails Broca noués dans la chaussée. Des voitures mal garées ont souvent gêné la circulation de ces trains de marchandises. Un service voyageurs n'a été assuré que pendant les dernières années avant la Seconde Guerre mondiale et pendant les années 1950, et était limité à trois allers-retours hebdomadaires, ce qui correspondait à la fréquence du départ et de l'arrivée des paquebots du continent. L'embranchement portuaire de Bastia n'entre pas dans la longueur officielle de la ligne, contrairement à celui d'Ajaccio.
En quittant la gare de Bastia, la ligne traverse aussitôt le tunnel de la Torretta long de 1 422 m, situé en dessous des quartiers Ouest de la ville. Pendant une dizaine de kilomètres avec plusieurs lignes droites jusqu'à Biguglia, la ligne passe par les faubourgs de la ville, et reste dans la plaine littorale jusqu'à Casamozza (21 km). Cette zone avec une densité de population supérieure au niveau habituel de la Corse? est desservie par des rames de banlieue en plus des trains interurbains. La gare de Casamozza était, jusqu'en 1953, le point de départ d'un embranchement vers Folelli-Orezza, dont la réouverture future est envisagée par la Collectivité territoriale de Corse. Après Casamozza la ligne bifurque vers l'Ouest et commence ensuite la montée dans la vallée du Golo dans un cadre de moyenne montagne, toujours à proximité de la route nationale, avec un paysage pas encore spectaculaire mais donnant un avant-goût de ce qui va suivre. Près de Ponte-Novu, le chemin de fer traverse le viaduc du Golo. Au bout de 47 km, la gare de bifurcation de Ponte-Leccia est atteinte, située à 193 m d'altitude. Ici commence la ligne de la Balagne vers Calvi, desservie par des rames origine / terminus Bastia. Un changement est donc nécessaire pour les voyageurs venant de Corte ou Ajaccio.

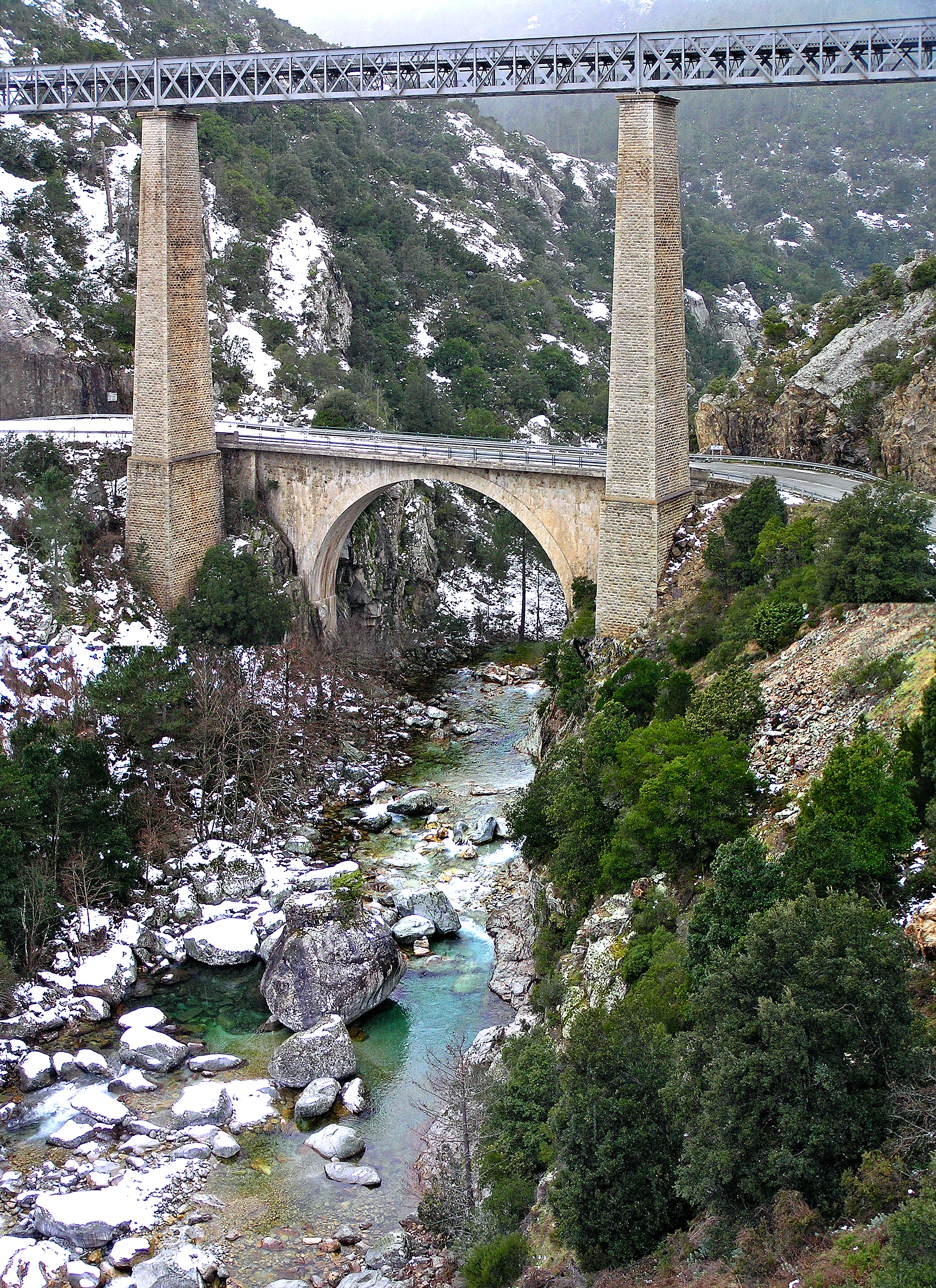
Le viaduc du Vecchio.

Se dirigeant vers le Sud, la ligne laisse le Golo, et en passant par le court tunnel sous le col de San Quilico situé à 470 m d'altitude, pénètre dans le bassin versant du Tavignano, qu'elle franchit au bout d'une longue mais légère descente sur Corte. La gare de la ville universitaire est située à une altitude de 400 m. À sa suite, la voie ferrée monte en lacets vers la halte de Poggio-Riventosa et après avoir franchi plusieurs petits tunnels en courbe 
sous le col de San-Guiliccio, gagne la gare de Venaco (P.K. 85,1 / 600 m), où commence la partie la plus pittoresque de la ligne. Cette dernière redescend dans le bassin du Vecchio, affluent du Tavignano où la voie est construite à flanc de montagne. Ce deuxième changement de bassin se fait également par des pentes sévères et sinueuses de 15 à 20 ‰. De fréquentes vues sont possibles sur la haute montagne vers l'Est. Quatre kilomètres après la gare de Venaco, la voie franchit le principal ouvrage d'art du réseau ferroviaire corse, le viaduc ferroviaire sur le Vecchio. Achevé en octobre 1892, il surplombe le ravin de la rivière d'une hauteur de 100 m environ. L'altitude est de 475 m, et la double boucle en dessous de Vivario va permettre une ascension de 372 m sur les 13 km séparant le viaduc de la gare de Tattone. Ici, les déclivités maximales sont de 30 ‰ contrairement aux normes en vigueur sur le reste du réseau. Environ un kilomètre et demi après le viaduc du Vecchio, la gare de Vivario devient visible à droite, 100 m plus haute, mais il reste encore quatre kilomètres à parcourir pour l'atteindre. La voie poursuit son parcours en direction du Sud, puis revire vers le Nord dans la première boucle de 225° et 100 m de rayon en pleine forêt, pour ensuite dans une deuxième boucle atteindre enfin le pont sur la RT 40 juste avant l'arrivée par l'Est, dans la gare de Vivario. Depuis l'arrêt à la gare de Vivario à 617 m d'altitude, soit un peu plus que celle de Venaco auparavant, un vaste panorama de montagnes s'ouvre au voyageur en direction du Nord vers Venaco et vers l'Est Vezzani, Noceta et Muracciole. La voie en contrebas est bien visible (Voir Photo article AMG 800). Puis vient bientôt après la gare de Vivario une seconde boucle vers le Nord pour contourner la montagne et une troisième moins serrée vers l'Ouest, la voie ferrée vire de nouveau en direction du Sud en contournant la montagne pour monter vers Tattone.
Pendant 3 km, la ligne remonte le cours du Vecchio pratiquement jusqu'à sa source. Elle est creusée dans la paroi rocheuse et domine de 150 m le ravin formant ici les gorges du Vecchio, avant d'atteindre enfin la petite halte de Tattone. Ici le paysage change de nouveau avec la traversée de la magnifique forêt de Vizzavona. Enfin l'arrivée dans la gare de ce village. C'est le principal point de départ pour des randonneurs empruntant le train pour accéder au célèbre GR 20, grâce à sa situation au milieu de son parcours. Le sommet du Monte d'Oro, perceptible à plusieurs endroits depuis le train, est à quatre à cinq heures de marche de la gare. Immédiatement après le dernier aiguillage de la gare de Vizzavona, la voie ferrée pénètre dans le tunnel sous le col de Vizzavona, plus long tunnel du réseau avec 3 917 m. Le col correspond à une ligne de partage des eaux entre le Vecchio et la Gravona, et redescend par un tracé très sinueux la haute vallée de cette rivière, qu'elle suivra jusqu'à son embouchure. Au début, le paysage reste rocailleux, puis devient plus méridional avec des maquis et bosquets. De nouveau, les déclivités atteignent les 20 à 30 ‰. Après la gare de Bocognano, le paysage est de nouveau très pittoresque avec une implantation de la ligne à flanc de coteau. La gare de Tavera ne se situe plus qu'à 450 m d'altitude. La forêt se fait plus rare au profit des champs et cultures, et le tracé de la ligne devient plus régulier et plus facile après Ucciani. Une bonne vingtaine de kilomètres restent encore à parcourir jusqu'à la gare d'Ajaccio. Pendant 8 km, la voie ferrée est parallèle à la RT 20 et passe à côté de l'aéroport d'Ajaccio Napoléon Bonaparte (ou de Campo dell'Oro). Puis le reste du parcours s'effectue à proximité de la côte vers Ajaccio. Le terminus en gare d'Ajaccio se situe à l'entrée du centre-ville et à proximité du port, au P.K. 157,4. Depuis la gare de marchandises en face de la gare de voyageurs, la ligne continuait jadis sur 600 m jusqu'au port de commerce(P.K. 158,0),.
Comme effet secondaire dans la plaine Orientale, de la construction de la récente déviation de Biguglia de la RT 20, le nouveau tracé de la voie ferrée est réaligné en accotement routier sur 3,5 km, ce qui permet de supprimer deux passages à niveau. Les travaux commencent en 1982 sous la direction de l'Équipement et sont terminés au cours du premier trimestre 1984. L'ancienne gare de Biguglia est remplacé par un nouveau bâtiment que le chemin de fer partage avec une subdivision de l'Équipement.

### Infrastructure
La voie était initialement armée en rails à double champignon de 21 kg/m, remplacés sur 100 km de ligne par des rails Vignol de réemploi de 39 kg/m entre 1974 et 1984. À la fin du XXe siècle, les rails d'origine ne subsistent que sur les voies de certaines gares,,. Le Contrat de plan État - Région 1994-1998 consacre un budget de 55 000 000 francs au renouvellement de l'infrastructure, dont 17 000 000 francs pour le renouvellement de la voie et 3 000 000 francs pour l'automatisation de dix passages à niveau. Une bourreuse de voie est acquise en 1998, permettant l'entretien mécanisé de l'infrastructure, impossible avec les rails à double champignon. Ces investissements sont toutefois insuffisants pour pérenniser la ligne et pour réduire les temps de parcours, les rails de réemploi arrivant à leur tour en fin de cycle de vie. Dès la fin des années 1990, la Collectivité territoriale de Corse prépare un remplacement total de l'infrastructure. Après l'inscription dans le Contrat de projets 2002-2006 et le bouclage financier, 122 km de voie sont reconstruites entièrement entre fin 2004 et 2008 dans le cadre d'un chantier de renouvellement sans précédent en Corse, pour un montant total de 86 000 000 €. Les 2 entreprises adjudicataires répondant à un marché public européen sont choisies. La "CFG" et "Del Monté", deux entreprises italiennes spécialisées dans les travaux de voies métriques sont choisies. Le montant des travaux est pris en charge par la "CTC" à 40 % et par l'État à 60 %. Les traverses sont partiellement en bois, en béton où en acier suivant les lieux.

### Les gares
Les gares ordinaires disposent à l'origine de la voie principale, d'une voie d'évitement et d'une voie de débords, prolongée à ses deux extrémités par des courtes voies en impasse, soit six aiguillages. Sont concernées les gares suivantes : Furiani (P.K. 5,6), Biguglia (P.K. 9,6), Barchetta (P.K. 29,6), Ponte-Novu (P.K. 39,1), Francardo (P.K. 54,6), Soveria (P.K. 65,2), Poggio-Riventosa (P.K. 82,1), Venaco (P.K. 85,1) ; Vivario (P.K. 95,9), Tattone (P.K. 102,8), Vizzavona (P.K. 106,7), Bocognano (P.K. 116,3), Tavera (P.K. 123,5), Ucciani (P.K. 126,8), Carbuccia (P.K. 136,0), Mezzana (P.K. 114,9) et Caldaniccia (P.K. 148,9). La catégorie en dessous des gares étaient les haltes, disposant au maximum d'une voie d'évitement pouvant également servir de voie de garage, et éventuellement d'une voie en impasse. Les plans ont souvent été modifiés pendant le dernier quart du XXe siècle. Pour faciliter les croisements de rames, certaines stations ont été équipées d'aiguillages talonnables renversables, ce qui évite aux agents de se déplacer pour les manœuvrer et dispense de l'installation d'une commande à distance. Avec les autorails, des points d'arrêt supplémentaires ont été créés avec peu de moyens. L'équipement minimal sont la plaque portant le nom de la station et un horaire. Tous ces points d'arrêt sont à desserte facultative ; certains figurent uniquement sur les horaires affichés dans les gares, mais non dans les dépliants-horaires à large diffusion.
Les gares plus importantes dérogent au plan standard ; il s'agit de Bastia, Casamozza (ancienne gare de bifurcation et siège des ateliers), Ponte-Leccia (gare de bifurcation), Corte (troisième ville de Corse et terminus intermédiaire) et Ajaccio. La gare de Bastia comportait moins de quarante aiguillages à son extension maximale, et son développement relativement important était essentiellement due à la présence des ateliers, de la remise à machines et de la remise à voitures. La gare de marchandises ne comportait que cinq voies continues et quatre voies de débords. Depuis le remodelage entre 1977 et 1981, la moitié Ouest de ses emprises a été soustraite à la gare, et il ne reste que deux voies pour le chargement et déchargement des wagons. Il y a trois voies à quai sur heurtoir, alors que deux voies avaient suffi à l'ancienne gare. La gare de Casamozza, bien que gare de bifurcation, ne se distinguait des gares ordinaires que par une voie d'évitement supplémentaire. Pendant la seconde moitié des années 1970, la construction des nouveaux ateliers, de dimensions modestes, n'est pas allée de pair avec une extension notable. Seulement sept aiguillages supplémentaires ont été posés. Ponte-Leccia, seconde gare de bifurcation du réseau, disposait d'emblée d'installations plus grandes que Casamozza : deux voies principales à quai, une voie d'évitement à quai, une voie pour le retournement des locomotives, deux voies de débords, ainsi qu'un petit dépôt avec une remise à deux voies et une plaque tournante. La gare de Corte avait des installations aussi importantes qu'Ajaccio : neuf voies continues, dont trois voies à quai et deux voies passant par la remise à machines, ainsi que trois voies de débords, pour un total de vingt-six aiguillages. La gare d'Ajaccio, finalement, dispose tout comme Bastia d'une gare de marchandises séparée, située en face de la gare de voyageurs. C'est d'ici que partait l'embranchement portuaire, accessible également depuis la gare de voyageurs. Le bâtiment-voyageurs est perpendiculaire aux trois voies à quai en impasse avec heurtoir. Pour continuer vers le port, les trains devaient rebrousser jusqu'au début du quai. La remise à machines comptait initialement trois voies, dont une seule a été maintenue après la fin de la traction à vapeur. Jusqu'au programme de remise à niveau des installations de maintenance, Corte et Ajaccio en étaient totalement dépourvues, exception faite de fossés et d'une « station-service » à Ajaccio.

### Ouvrages d'art
La ligne centrale du réseau corse compte trente-deux tunnels et cinquante-et-un ponts et viaducs, totalisant respectivement 11 km et 4,3 km linéaires. Alors que la ligne ne représente que 43 % du réseau à son apogée, elle concentre 83 % de la longueur cumulée des tunnels et 78 % des viaducs. Les ouvrages d'art les plus remarquables sont :
- Le viaduc connu sous le nom de pont du Vecchio fait franchir la voie ferrée, le Vecchio, mais aussi par deux fois l'ancien tracé de la route nationale 193 (devenue route territoriale 20) qui passe sur un pont en maçonnerie datant de 1827 situé en dessous. C'est un viaduc conçu par la société de Gustave Eiffel, construit de 1890 à 1892 par l'ingénieur Maurice Koechlin. Il a une longueur totale de 171 m, et un tirant d'air de 84 m. Le tablier en treillis métallique repose sur deux piliers droits en maçonnerie de pierres de taille[39] avec également 2 viaducs d'accès Nord et Sud en pierres de taille. Il fait l’objet d’une inscription au titre des monuments historiques depuis le 29 juillet 1976[40]. Un point d'arrêt facultatif pour les trains se situe près du pont, à une altitude de 475 m.

- Le tunnel de Vizzavona a une longueur de 3 916 mètres et se situe à une altitude moyenne de 900 m. Il a été construit à l'aide de perforatrices de l'époque, avec un point haut à la moitié du tracé que l'on sent très bien au passage de l'autorail. Les travaux se sont tout de même échelonnés sur une période de près de dix ans, de 1880 à 1889. Pendant la construction, de nombreux et graves incidents dus aux poches d'eau rencontrées ont retardé les travaux et les retards subis ont perturbé la mise en service de la ligne.

- Le tunnel de la Torreta, sous la vieille ville de Bastia, a une longueur de 1 422 mètres. Lors de sa construction, les mêmes problèmes de ruptures inopinées de poches d'eau ont causé la mort de plusieurs ouvriers[41].

### Signalisation
À la base, la signalisation est celle en vigueur sur tous les réseaux d'intérêt général à voie métrique et ne comporte de signaux mobiles qu'à l'entrée des gares. Deux sortes de signaux commandées à distance sont utilisés. Il s'agit du damier annonciateur d'une obligation d'arrêt devant les principales gares, et du disque de ralentissement devant les autres stations comportant des aiguillages. L'espacement repose sur le cantonnement télégraphique, puis téléphonique. Le non-respect des signaux n'entraîne aucun freinage automatique, et les convois se situant entre deux gares ne peuvent être localisés. La sécurité de l'exploitation repose donc essentiellement sur le respect de l'horaire de service et des consignes. 
La ligne Bastia - Ajaccio bénéficie aujourd'hui d'un système automatisé de gestion des circulations appelé CCVU, Commande centralisée de voie unique. Il s'agit d'un système du fabricant Vossloh-Cogifer, avec des postes informatique de type « Alister » de Funkwerk, télécommandés depuis un poste de commande centralisé avec écrans de visualisation, en présence permanente d'un agent, dont le batiment est situé dans la gare de Bastia. La première tranche est mise en service fin 2007 et concerne la section suburbaine Bastia - Casamozza, moyennant un investissement de 4,7 M€. En raison de la densité du trafic, le coût par kilomètre est élevé (235 000 €/km) comparé à la deuxième tranche Casamozza - Ajaccio, dont l'équipement ne coûte que 8,2 M€. La CTC doit financer 24 % de l'investissement total de 12,9 M€, l'Union européenne verse 40 % et l'État contribue à concurrence de 36 %. Les parois rocheuses situées le long de la ligne doivent être confortées pour limiter les très fréquentes chutes de pierres sur la voie. CTC et État se partagent à parts égales cet investissement de 6 M€. Pendant la période du Contrat de projets 2007-2013, 10 M€ doivent être investis pour faire progresser la couverture par le système automatisé de gestion des circulations.

## Desserte
La mise en service des nouvelles rames AMG 800 en 2013 a réduit légèrement les temps de parcours. 